# Prix Snedecor
Le prix Snedecor est une distinction mathématique nommée d'après George Snedecor, et décernée par le Comité des présidents de sociétés statistiques à un statisticien pour ses contributions à la biométrie.

## Lauréats
- 1977: Philip Dawid
- 1978: Bruce W. Turnbull et Toby J. Mitchell
- 1979: Ethel Gilbert
- 1981: Barry H. Margolin, Norman Kaplan et Errol Zeiger
- 1982: Byron J. T. Morgan
- 1983: Cavell Brownie et Douglas S. Robson
- 1983: R. A. Maller, E. S. DeBoer, L. M. Joll, D. A. Anderson et J. P. Hinde
- 1984: Stuart H. Hurlbert
- 1984: John A. Anderson
- 1985: Mitchell H. Gail (en) et Richard Simon
- 1986: Kung-Yee Liang et Scott L. Zeger
- 1987: George E. Bonney
- 1988: Karim F. Hirji, Cyrus R. Mehta et Nitin R. Patel
- 1989: Barry I. Graubard, Thomas R. Fears et Mitchell H. Gail
- 1990: Kenneth H. Pollock, James D. Nichols, Cavell Brownie et J. E. Hines
- 1993: Kenneth L. Lange et Michael L. Boehnke
- 1995: Norman Breslow (en) et David Clayton
- 1997: Michael A. Newton (en)[1] ; Kathryn Roeder, Raymond J. Carroll et B. G. Lindsay[2]
- 1999: Daniel Scharfstein, Anastasios Tsiatis et Jamie Robins.
- 2001: Patrick J. Heagerty
- 2003: Paul R. Rosenbaum (en)
- 2005: Nicholas P. Jewell et Mark J. van der Laan
- 2007: Donald Rubin
- 2009: Marie Davidian
- 2011: Nilanjan Chatterjee (en)
- 2013: Jack Kalbfleisch
- 2015: Danyu Lin[3]
- 2017: Aurore Delaigle[4],[5].
- 2019: Sudipto Banerjee (en)[6]
- 2021: David Dunson (en)[7]
- 2023: Michael Kosorok[8]
- 2025: Hongtu Zhu